# Dany Tuijnman
Daniël Sebastiaan (Dany) Tuijnman (Middelburg, 16 april 1915 - Driebergen, 25 april 1992) was een VVD-Tweede Kamerlid en minister. Hij was een landbouwkundige van Zeeuwsen huize. Tuijnman maakte carrière in de liberale boerenbonden en was jaren agrarisch woordvoerder voor de VVD in de Tweede Kamer. Hij stond bekend als rustpunt in de Kamerfractie en onder Wiegel vicevoorzitter. Hij eindigde zijn politieke loopbaan als minister van Verkeer en Waterstaat in het eerste kabinet-Van Agt, waarin hij te maken kreeg met de aanleg van de Flevolijn en van de Willemsspoortunnel in Rotterdam. Tevens zorgde hij voor de reactivering van de Veenendaallijn in 1981, de volledige aanleg van de Zoetermeerlijn, de eerste fase van de Schiphollijn en de Hemtunnel onder het Noordzeekanaal, zodat de Hembrug als obstakel voor zowel spoor als scheepvaart werd verlost. Deze minister en zijn voorganger waren de eerste ministers die weer miljoenen gingen investeren in uitbreiding van de railinfrastructuur. Voor en na de Tweede Wereldoorlog was er inkrimping geweest van het spoorwegennet van Nederland. Ook is hij verantwoordelijk geweest voor het invoeren van de nationale strippenkaart.
- Biografisch Portaal: 81629793
- Gemeinsame Normdatei: 1285774981
- International Standard Name Identifier: 0000 0003 9121 9536
- Nederlandse Thesaurus van Auteursnamen: 069786437
- Parlement.com: vg09llb3vpz1
- Virtual International Authority File: 284983522